# Lamiña
Lamiña es una localidad española perteneciente al municipio de Ruente (Cantabria). Está situada en un rellano elevado sobre el valle a 360 metros sobre el nivel del mar. Está a 3 kilómetros de la capital municipal, Ruente. En el año dos mil veinte su población es de 109 habitantes.
Esta localidad fue quedando con el paso de los tiempos fuera del denominado camino foramontano primitivo. No obstante aún quedan rastro de su importancia en la fisonomía del pueblo, con una calle principal con presencia de gran número de casa llanas, con hilera de la típica casa montañesa a la entrada del pueblo y en el barrio Marceliano. Son una serie de viviendas adosadas al estilo tradicional, con balcones y solanas (galerías corridas) de vigas talladas, una de las cuales tiene la inscripción de 1743. Destaca la casa del Madero, lugar tradicional de los concejos abiertos del pueblo y la cual recibe esta denominación por la adaptación del tronco de un árbol que ocupa todo el pie de la fachada a modo de banco; la de Velarde, conocida también como la casa Pinta por las figuras policromadas que aún conserva en la parte interior de los muros cortafuegos; la del barrio del Collugo, con su soportal abierto en sus lados por medio de tres arcos de meido punto; o las del barrio de La Calleja, del siglo XVIII.
Cerca del pueblo se encuentran las Cascadas de Lamiña también conocidas como las Cataratas de Úrsula.

## Patrimonio

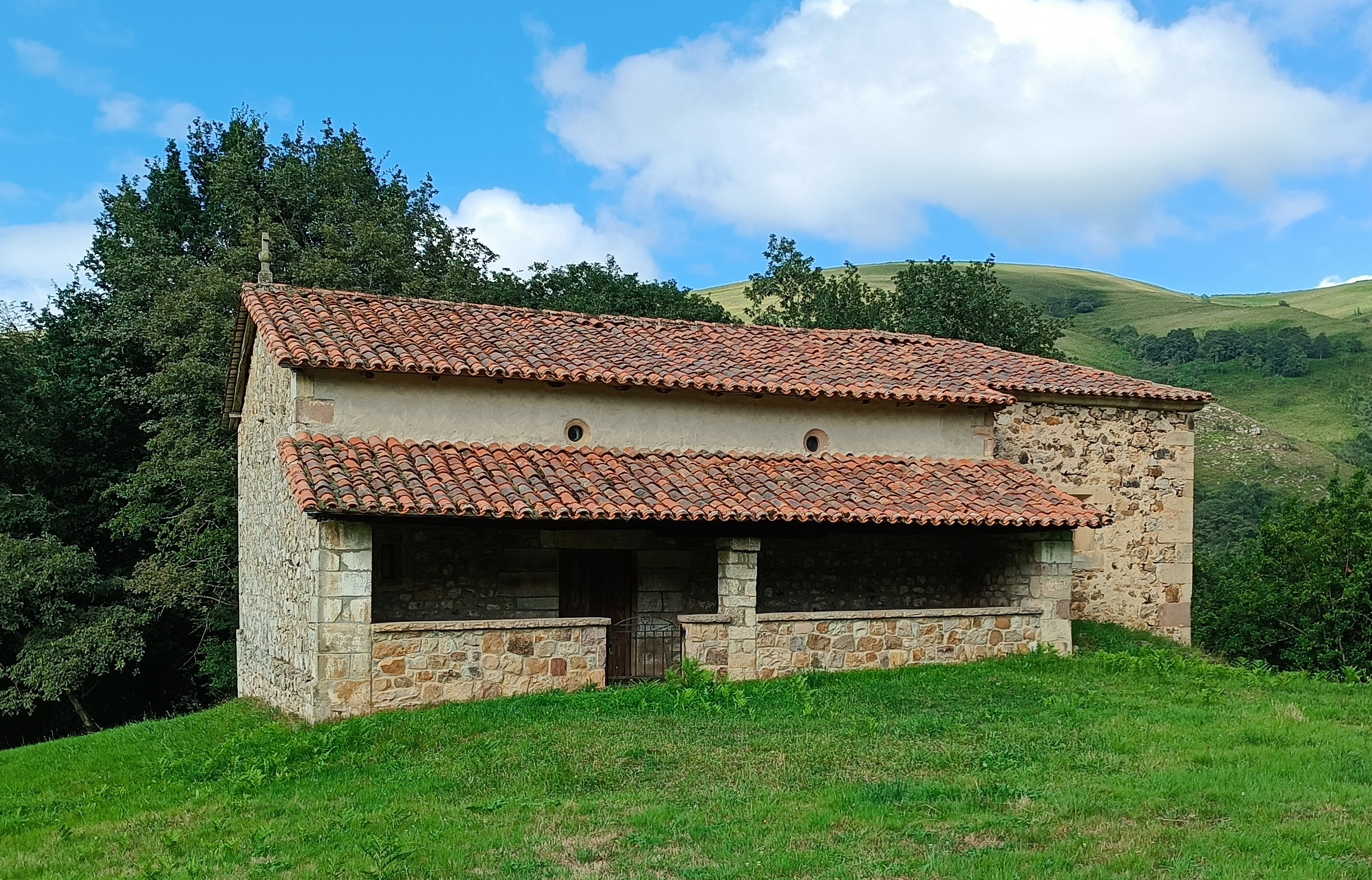
Ermita de San Fructuoso.

En cuanto al patrimonio religioso, destaca, en la parte alta del pueblo, la ermita de San Fructuoso (siglo XVIII), que se alza donde había un monasterio en la Alta Edad Media. Ya en el año 978 lo cita el Cartulario de Covarrubias:

in Kaornega, illo monasterio Sancti Fructuosi que vocitant illa Mima.

.
De esta época quedan dos pequeñas columnas con sus capiteles, y un sarcófago de los siglos VIII o IX. Presenta este sarcófago una talla a bisel típicamente mozárabe. De este antiguo monasterio se descubrieron algunos restos tras una excavación, que también puso al descubierto una necrópolis medieval.
De San Fructuoso se trajo, con toda probabilidad, la pila de agua bendita decorada prerrománica, con palmas y sogueado que se encuentra en la iglesia parroquial de Nuestra Señora del Rosario (que es del siglo XVII).

## Festividades y eventos
En Lamiña se celebra la festividad de San Fructuoso, el 9 de septiembre, así como Nuestra Señora, el 8 de septiembre. 
- Datos: Q5969734
- Multimedia: Lamiña (España) / Q5969734